# 川西友子
川西 友子（かわにし ともこ、女性、1986年12月29日 - ）は、日本の元プロボクサー。大阪帝拳ボクシングジム所属。第4代OPBF女子東洋太平洋スーパーフライ級王者。大阪府立柴島高等学校、大阪人間科学大学卒業。

## 来歴
大阪人間科学大学在学中はバスケットボール部に所属し、インカレ準優勝も経験。同期は佐藤朱華（元アイシンAW）、村田麻美（元JAL）、梅澤裕貴（元羽田）。しかし、川西は実業団から声がかからなかった。
卒業後、アルバイトの傍らプロボクサーを目指し大阪帝拳に入門。
2010年3月7日、IMPホールでの三好喜美佳戦でデビュー。4回TKO勝利で飾る。
2012年、A級昇格を果たし、初の8回戦でカタニュー・シットジェオーを1回TKOで降す。
11月4日、東郷理代との初代OPBF東洋太平洋女子バンタム級王座決定戦に挑むが、判定で初の敗戦。
2013年4月10日、後楽園ホールにてOPBF東洋太平洋スーパーフライ級王者つのだのりこと対戦し、4度のダウンを奪って初タイトルとなる同王座奪取に成功。
8月24日、大阪府立体育会館第2競技場にて川西と同じ大学バスケ出身でロンドン五輪ボクシング日本代表候補の経験も持ち、プロ5戦5勝の小澤瑶生を迎え撃ち、1回TKOで初防衛に成功。
2014年3月30日、IMPホールにて好川菜々のプロ第2戦の相手だった5位のジュブジャン・ルークマガームワンを迎え、初のサウスポーに苦戦し3戦連続KOを逃すも3-0の判定で2度目の防衛に成功。
2014年7月7日、後楽園ホールにてWBA女子世界スーパーフライ級王者藤岡奈穂子と対戦。前半は互角だったものの、後半は劣勢となり、0-3（3者とも93-97）で敗れる。
2014年9月30日付で引退届提出。

## 戦績
- 11戦 9勝 3KO 2敗

| 戦           | 日付          | 勝敗 | 時間    | 内容 | 対戦相手                         | 国籍 | 備考                                             |
| ------------ | ------------- | ---- | ------- | ---- | -------------------------------- | ---- | ------------------------------------------------ |
| 1            | 2010年3月7日  | 勝利 | 4R      | TKO  | 三好喜美佳(川崎新田)             | 日本 | プロデビュー戦                                   |
| 2            | 2010年6月13日 | 勝利 | 4R      | 判定 | チュタポーン・プラディッサン     | タイ |                                                  |
| 3            | 2010年12月5日 | 勝利 | 4R      | 判定 | 稲元真理(熊谷コサカ)             | 日本 |                                                  |
| 4            | 2011年3月6日  | 勝利 | 6R      | 判定 | 菊川未紀(中日)                   | 日本 |                                                  |
| 5            | 2011年10月2日 | 勝利 | 6R      | 判定 | チュタポーン・プラディッサン     | タイ |                                                  |
| 6            | 2012年3月20日 | 勝利 | 1R      | TKO  | カタニュー・シットジェオー       | タイ |                                                  |
| 7            | 2012年11月4日 | 敗北 | 8R      | 判定 | 東郷理代(アルファ)               | 日本 | OPBF女子東洋太平洋バンタム級王座決定戦           |
| 8            | 2013年4月10日 | 勝利 | 4R 0:40 | TKO  | つのだのりこ(白井・具志堅S)      | 日本 | OPBF女子東洋太平洋スーパーフライ級タイトルマッチ |
| 9            | 2013年8月24日 | 勝利 | 1R 1:51 | TKO  | 小澤瑶生(フュチュール)           | 日本 | OPBF女子東洋太平洋スーパーフライ級王座防衛1      |
| 10           | 2014年3月30日 | 勝利 | 8R      | 判定 | ジュブジャン・ルークマガームワン | タイ | OPBF女子東洋太平洋スーパーフライ級王座防衛2      |
| 11           | 2014年7月7日  | 敗北 | 10R     | 判定 | 藤岡奈穂子(T&H)                  | 日本 | WBA女子世界スーパーフライ級タイトルマッチ        |
| テンプレート |               |      |         |      |                                  |      |                                                  |

## 獲得タイトル
- 第4代OPBF女子東洋太平洋スーパーフライ級王座（防衛2=返上）